# Li Chen (Schauspieler)

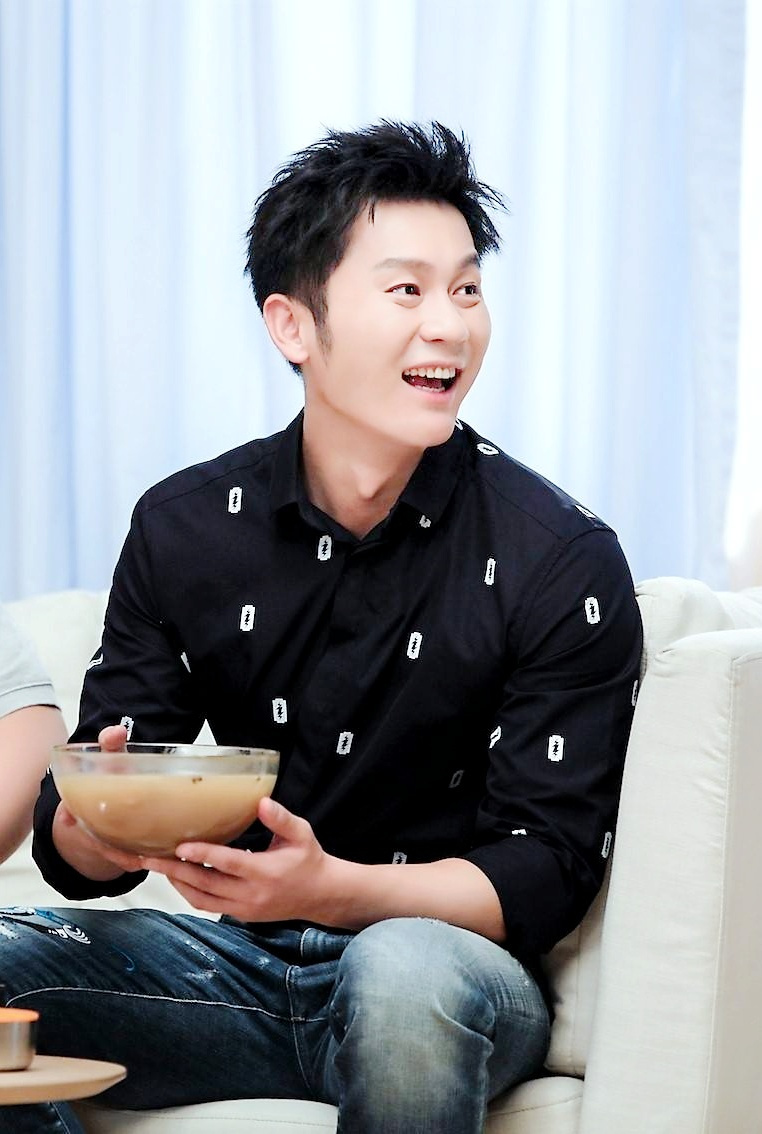
Li Chen (2017)

Li Chen (chinesisch 李晨, Pinyin Lǐ Chén, IPA (hochchinesisch) [lì ʈʂʰə̌n]; * 24. November 1978 in Peking), auch bekannt als Jerry Li, ist ein chinesischer Schauspieler. Besonders bekannt wurde er durch seine Teilnahme an der Realityshow Keep Running (seit 2014). Außerdem hatte er Rollen in den Fernsehserien Beijing Love Story (2012), Beijing Youth (2012) und The Good Fellas (2016) sowie in den Filmen Ultimate Rescue (2008) und Aftershock (2010). 2017 lieferte er mit Sky Hunter sein Regiedebüt.

## Karriere
Li debütierte 1997 in der Fernsehserie Seventeen Year-Olds Don’t Cry. In den Folgejahren verfolgte er verschiedene erfolglose Geschäftsideen und überlegte, Rennfahrer zu werden. Durch eine Empfehlung von Lü Liping erhielt Li 2002 eine Rolle in der Serie 13th Princess. 2006 erregte er mit einer Rolle in Soldiers Sortie Aufmerksamkeit und wurde von Huayi Brothers unter Vertrag genommen. Seine nächste Rolle erhielt er 2007 im Film Assembly von Feng Xiaogang.
2008 trat Li im Fernsehfilm Ultimate Rescue in Erscheinung und wurde von der Kritik für seine realistische Darstellung gelobt. Bei den International Emmy Awards wurde er sodann in der Kategorie Bester Schauspieler nominiert, außerdem wurde er bei den China Movie Channel Media Awards als bester Newcomer ausgezeichnet. In der Folge erhielt er Rollen in My Chief and My Regiment (2009) und Aftershock (2010); für letzteren Film wurde er bei den Hundred Flowers Awards als bester Nebendarsteller nominiert.
In der Fernsehserie Beijing Love Story (2012) trat Li nicht nur als Schauspieler, sondern auch als Produzent in Erscheinung. Diese erreichte hohe Zuschauerzahlen von 1 Mrd. und eine große Online-Anhängerschaft. Im selben Jahr war er in Beijing Youth zu sehen, dem dritten Teil von Zhao Baogangs Jugendtrilogie. Auch diese Serie erhielt positive Kritiken. Lis Popularität nahm zu und bei den TV Drama Awards wurde er zum Artist of the Year gekürt.
Ab 2014 nimmt Li an der Realityshow Keep Running teil, die sich enormer Popularität in China erfreut.
Die Serie The Good Fellas, gedreht 2013, wurde 2016 veröffentlicht und sah Li als Schauspieler und ausführenden Produzenten. Sie gewann beim Shanghai Television Festival in der Kategorie Beste Fernsehserie. 2017 erschien mit dem Film Sky Hunter Lis erste Regiearbeit, gleichzeitig Chinas erster Luftkriegsfilm.

## Leben
Li Chen ist seit dem 16. September 2017 mit der Schauspielerin Fan Bingbing verlobt.

## Filmografie
| Fernsehen - 1997: Seventeen Year-Olds Don’t Cry (十七岁不哭) - 1998: Working Diary (打工日记) - 1998: Ni Zai Na Li Dou Liu (你在哪里逗留) - 1999: Xing Jing Ben Se (刑警本色) - 2002: Only You (非你不可) - 2003: 13th Princess (十三格格) - 2003: Chang Ge (歌唱) - 2003: Sheng Ming Ying Ni Er Mei Li (生命因你而美丽) - 2004: Suddenly Turn Hostile (变脸) - 2005: The Clock is Ticking (危情24小时) - 2005: The Vinegar Tribe (醋溜族; Cameo) - 2005: Li Hun Guan Si (离婚官司; Cameo) - 2005: The Phantom Lover (夜半歌声; Cameo) - 2006: Yi Zhen Jian Xie (一针见血) - 2006: May Flower (五月的鲜花) - 2006: Soldiers Sortie (士兵突击) - 2007: You Duo Shao Ai Ke Yi Chong Lai (有多少爱可以重来) - 2008: Top-secret Escort (绝密押运) - 2009: My Chief and My Regiment (我的团长我的团) - 2009: The Line (生死线) - 2010: Nie Yuan (孽缘) - 2010: Shrimp Preach (虾球传) - 2011: Windmill (风车) - 2011: Barber (理发师) - 2012: Beijing Love Story (北京爱情故事) – auch Produzent - 2012: Beautiful Day (风和日丽) - 2012: My Best Sidekick (我的非常闺密; Cameo) - 2012: Beijing Youth (北京青年) - 2012: Hot Girls (麻辣女兵; Cameo) - 2013: Marry to Love (嫁给爱情) - 2013: Angel Is Coming (今夜天使降临) - 2013: The Distance to Love (到爱的距离) – auch Produzent - 2013: Singing All over the World (唱游天下第二季; Show) – Moderator - 2014: Divorce Lawyers (离婚律师; Cameo) - 2014: All Quiet in Peking (北平无战事; Gastauftritt) - 2014: Cosmetology High (美人制造) - 2014: Mr. Goodman – A Story of Emotion Care (好男儿之情感护理; Cameo) - 2014: The Empress of China (武媚娘传奇) - 2014–: Keep Running (奔跑吧兄弟; Show) - 2015: My Sunshine (何以笙簫默; Cameo) - 2015: Strawhat Police (草帽警察) - 2015: City of Angels (天使的城) - 2015: Xiucai Encountered Soldiers (春江英雄之秀才遇到兵) - 2015: Three Dads (三个奶爸) - 2015: Boys to Men (爸爸快长大) - 2015–2016: Challenger’s Alliance (挑战者联盟; Show) - 2016: The Good Fellas (好家伙) – auch ausführender Produzent - 2017: The Advisors Alliance (军师联盟) | Film - 1997: Hua Ji Yu Zi (花季·雨季) - 1998: Sui Sui Ping An (岁岁平安) - 2000: Cong Bing Dian Dao Fu Dian (从冰点到沸点) - 2001: Qing Chun Zi Dan (青春子弹) - 2001: Mei Gui Hei Ke (玫瑰黑客) - 2003: Sky of Love (情牵一线; Cameo) - 2003: Wei Xian Shao Nv (危险少女) - 2004: Hua Zhu Cuo (花烛错) - 2004: Zhen Shu Shan (珍珠衫) - 2005: Zhong Ji Yu Xi (终极游戏) - 2006: On the Wings of an Angel (天使的翅膀) - 2006: Boy Rush Out (男孩向前冲) - 2006: Heroes of War – Assembly (集结号; Cameo) - 2007: Chen Mo De Jiao Liang (沉默的较量) - 2008: Ultimate Rescue (极限救援) - 2008: Desires of the Heart (桃花运) - 2008: Li Zheng (立正) - 2008: The Shaft (地下的天空) - 2009: Six Sisters in the War (沂蒙六姐妹) - 2010: Aftershock (唐山大地震) - 2010: Watch Out for the Bear (熊出没注意) - 2010: Love on Lushan Mountain (庐山恋) - 2010: If You Are the One 2 (非诚勿扰2; Cameo) - 2010: Struggle (奋斗) - 2011: Yang Shan-zhou (杨善洲) - 2011: The Founding of a Party (建党伟业) - 2011: Love is Not Blind (失戀33天; Cameo) - 2013: Saving General Yang (忠烈楊家將) - 2014: Breakup Buddies (心花路放; Cameo) - 2015: Hurry Up, Brother Film (奔跑吧！兄弟; Film zur Show Keep Running) - 2015: Let’s Get Married (咱们结婚吧) - 2015: Chronicles of the Ghostly Tribe (九层妖塔) - 2016: MBA Partners (梦想合伙人) - 2016: When Larry Met Mary (垚知马俐; Cameo) - 2016: I Am Not Madame Bovary (我不是潘金莲) - 2017: Sky Hunter (空天猎) – auch Regisseur - 2020: The Eight Hundred - 2021: The Battle at Lake Changjin |

## Auszeichnungen
| Jahr | Auszeichnung/Anlass               | Kategorie                          | Werk                       | Ergebnis  | Beleg  |
| ---- | --------------------------------- | ---------------------------------- | -------------------------- | --------- | ------ |
| 2008 | China Movie Channel Media Awards  | Bester neuer Schauspieler          | Ultimate Rescue            | Gewonnen  | [ 17 ] |
| 2009 | International Emmy Awards         | Beste Leistung eines Schauspielers | Ultimate Rescue            | Nominiert | [ 18 ] |
| 2010 | Huading Awards                    | Bester Newcomer                    | Bester Newcomer            | Gewonnen  | [ 19 ] |
| 2011 | China Student Television Festival | Populärster Schauspieler           | Populärster Schauspieler   | Gewonnen  | [ 20 ] |
| 2012 | Hundred Flowers Awards            | Bester Nebendarsteller             | Aftershock                 | Nominiert | [ 21 ] |
| 2012 | Huading Awards                    | Bester Schauspieler (Jugend)       | Beijing Youth              | Gewonnen  | [ 22 ] |
| 2012 | China TV Drama Awards             | Artist of the Year                 | Beijing Youth              | Gewonnen  | [ 23 ] |
| 2014 | Asia Rainbow TV Awards            | Outstanding Actor                  | Beijing Youth              | Gewonnen  | [ 24 ] |
| 2016 | Huading Awards                    | Bester Fernsehschauspieler         | Bester Fernsehschauspieler | Gewonnen  | [ 25 ] |
| 2016 | Beijing Student Film Festival     | Populärster Schauspieler           | MBA Partners               | Gewonnen  | [ 26 ] |

## Belege
1. ↑  李晨：起伏中成长 一个男人的奋斗史. MTime, 13. April 2011, archiviert vom Original am 27. Juli 2013; abgerufen am 5. November 2017 (chinesisch).
2. ↑  票选新“四大小生”终极阵容 李晨：偶像实力派. In: Sina.com. 26. August 2011, archiviert vom Original (nicht mehr online verfügbar) am 7. November 2017; abgerufen am 5. November 2017 (chinesisch).
3. ↑  《集结号》再添新势力 冯小刚大胆起用新人李晨. In: Sina.com. 24. Oktober 2006, abgerufen am 5. November 2017 (chinesisch).
4. ↑  李晨《极限救援》演活小人物 媒体认可潜力无限. Sohu, 2. Juli 2008, abgerufen am 5. November 2017 (chinesisch).
5. ↑  少年成名后磨难不断 李晨演“地震”出彩. Tencent, 2. August 2010, abgerufen am 5. November 2017 (chinesisch).
6. ↑  《北京爱情故事》热播 李晨：我也曾为爱极端过. NetEase, 14. Januar 2012, archiviert vom Original (nicht mehr online verfügbar) am 7. November 2017; abgerufen am 5. November 2017 (chinesisch).
7. ↑  《北京爱情故事》网络点击破十亿 北爱体流行. Tencent, 10. Februar 2012, abgerufen am 5. November 2017 (chinesisch).
8. ↑  赵宝刚新作《北京青年》开机 杜淳李晨姚笛加盟. NetEase, 2. Dezember 2011, abgerufen am 5. November 2017 (chinesisch).
9. ↑  《北京青年》点击量破亿 专家赞有深度有特色. NetEase, 23. August 2012, abgerufen am 5. November 2017 (chinesisch).
10. ↑  李晨登《新闻联播》 《北京青年》泰国受热捧. Sohu, 14. Dezember 2015, abgerufen am 5. November 2017 (chinesisch).
11. ↑  李晨再演“北京青年” “奋斗”品格深受好评. China Daily, 15. August 2012, abgerufen am 5. November 2017 (chinesisch).
12. ↑  李晨:“老鲜肉”为《跑男》拼了! Sohu, 27. Oktober 2014, abgerufen am 5. November 2017 (chinesisch).
13. ↑  李晨力作时隔四年终于播出:“好家伙”必有后劲儿. People’s Daily, 2. Oktober 2016, abgerufen am 5. November 2017 (chinesisch).
14. ↑  李晨《好家伙》获奖：感谢冰冰支持 她给我鼓励. In: Sina.com. 16. Juni 2017, abgerufen am 5. November 2017 (chinesisch).
15. ↑  李晨首导电影《空天猎》定档国庆 9.30火力全开. Tencent, 15. Mai 2017, abgerufen am 5. November 2017 (chinesisch).
16. ↑  Fan Bingbing and Li Chen engaged. In: The Straits Times. 18. September 2017, abgerufen am 5. November 2017 (englisch).
17. ↑  李晨获“最具潜力演员”奖 银白礼服登台展魅力. In: Sina.com. 22. Juni 2008, abgerufen am 5. November 2017 (chinesisch).
18. ↑  International Emmys to honor David Frost. In: HollywoodReporter.com. 22. November 2009, abgerufen am 5. November 2017 (englisch).
19. ↑  华鼎电影盛典完全获奖名单. Tencent, 2. März 2011, abgerufen am 5. November 2017 (chinesisch).
20. ↑  第四届大学生电视节闭幕 李晨陈志朋寄语学子. Tencent, 10. Juni 2011, abgerufen am 5. November 2017 (chinesisch).
21. ↑  百花奖公布提名名单 组委会：今年绝不下双黄蛋. Tencent, 22. August 2012, abgerufen am 5. November 2017 (chinesisch).
22. ↑  2012华鼎奖中国百强电视剧颁奖典礼获奖名单. Sohu, 11. Dezember 2012, abgerufen am 5. November 2017 (chinesisch).
23. ↑  安徽卫视2012国剧盛典获奖名单. In: Sina.com. 31. Dezember 2012, archiviert vom Original (nicht mehr online verfügbar) am 7. November 2017; abgerufen am 5. November 2017 (chinesisch).
24. ↑  亚洲彩虹奖揭晓 李晨斩获“优秀男演员奖”. China Daily, 27. Juni 2014, abgerufen am 5. November 2017 (chinesisch).
25. ↑  林心如获华鼎奖视后 澄清与言承旭绯闻. Tencent, 1. April 2016, abgerufen am 5. November 2017 (chinesisch).
26. ↑  北京大学生电影节颁奖 李晨获最受欢迎男演员. Tencent, 8. Mai 2016, abgerufen am 5. November 2017 (chinesisch).

| Personendaten    | Personendaten                                                                      |
| ---------------- | ---------------------------------------------------------------------------------- |
| NAME             | Li, Chen                                                                           |
| ALTERNATIVNAMEN  | Li, Jerry (Pseudonym); Lǐ, Chén (Pinyin); 李晨 (chinesisch, Lang- und Kurzzeichen) |
| KURZBESCHREIBUNG | chinesischer Schauspieler                                                          |
| GEBURTSDATUM     | 24. November 1978                                                                  |
| GEBURTSORT       | Peking                                                                             |